# Grega Žemlja
Grega Žemlja (Jesenice, 29 settembre 1986) è un allenatore di tennis ed ex tennista sloveno.
Vive a Kranj.

## Carriera sportiva
Raggiunge la sua prima finale ATP in singolare al Vienna Open 2012, a Vienna e perde da Juan Martín del Potro per 7-5, 6-3. Poche settimane prima aveva raggiunto il suo miglior risultato in un torneo del Grande Slam, il terzo turno agli US Open 2012. In seguito a questi risultati raggiunge la 50ª posizione nel ranking mondiale. Nonostante non superi le qualificazioni agli Internazionali d'Italia 2013 ottiene il suo best ranking, classificandosi 49º il 20 maggio 2013.
Raggiunge per la seconda volta un terzo turno in un torneo del Grande Slam a Wimbledon 2013, ottenendo il suo miglior risultato nel torneo inglese.

## Statistiche

### Singolare

#### Finali perse (1)
| Legenda              |
| Grande Slam (0)      |
| ATP Finals (0)       |
| ATP Masters 1000 (0) |
| ATP Tour 500 (0)     |
| ATP Tour 250 (1)     |

| N. | Data            | Torneo              | Superficie  | Avversario in finale  | Punteggio |
| 1. | 21 ottobre 2012 | Vienna Open, Vienna | Cemento (i) | Juan Martín del Potro | 5-7, 3-6  |